# Hellzapoppin'
Hellzapoppin' é um filme norte-americano de 1941, do gênero comédia musical, dirigido por H. C. Potter e estrelado por Ole Olsen e Chic Johnson.
Trata-se de uma adaptação da revista montada na Broadway pela dupla Ole Olsen e Chic Johnson, comediantes populares nos EUA nas décadas de 1930 e 1940. "Hellzapoppin" (sem o apóstrofo) fez um enorme sucesso, tendo tido estonteantes 1404 apresentações entre 1938 e 1941.
Enquanto o espetáculo teatral era composto por esquetes, piadas visuais e piadas sujas, a versão cinematográfica introduziu um enredo convencional, como um triângulo amoroso e demais interesses românticos. Isso resultou em um filme desigual, que não conseguiu capturar o espírito do original. Ainda assim, permanece como um dos poucos exemplos relevantes do "humor maluco" ilustrado pelos dois comediantes e que desaguou, anos mais tarde, em Mel Brooks.
A produção concorreu ao Oscar pela canção "Pig Foot Pete" (que não aparece no filme, o que torna a indicação "um mistério"), composta por Gene de Paul e Don Raye.

## Sinopse
Em uma rica mansão, o produtor Jeff Hunter tenta montar um espetáculo musical, enquanto corteja a rica proprietária Kitty Rand, que está noiva de Woody Taylor. Pepi, aristocrata russo falido, corre atrás da jovem Betty Johnson, ao mesmo tempo em que um detetive particular, chamado Quimby, investiga tudo isso...

## Premiações
| Patrocinador                                  | Prêmio | Categoria              | Situação |
| --------------------------------------------- | ------ | ---------------------- | -------- |
| Academia de Artes e Ciências Cinematográficas | Oscar  | Melhor Canção Original | Indicado |

## Elenco
| Ator/Atriz       | Personagem    |
| ---------------- | ------------- |
| Ole Olsen        | Ole Olsen     |
| Chic Johnson     | Chic Johnson  |
| Martha Raye      | Betty Johnson |
| Hugh Herbert     | Quimby        |
| Mischa Auer      | Pepi          |
| Jane Frazee      | Kitty Rand    |
| Robert Paige     | Jeff Hunter   |
| Lewis Howard     | Woody Taylor  |
| Shemp Howard     | Louie         |
| Elisha Cook, Jr. | Harry Selby   |